# Équipe de Colombie masculine de basket-ball
Cet article traite de l'équipe masculine. Pour l'équipe féminine, voir Équipe de Colombie féminine de basket-ball.
Maillots
L'équipe de Colombie masculine de basket-ball est la sélection des meilleurs joueurs colombiens de basket-ball. Elle est placée sous l'égide de la Fédération colombienne de basket-ball.

## Résultats

### Palmarès
| Compétitions mondiales                             | Compétitions continentales    |
| -------------------------------------------------- | ----------------------------- |
| - Jeux olympiques - Néant - Coupe du monde - Néant | - Coupe des Amériques - Néant |

### Parcours en compétitions internationales

#### Jeux olympiques
| Année | Position      |      | Année         | Position     |               | Année | Position |
| 1936  | Non qualifiée | 1976 | Non qualifiée | 2008         | Non qualifiée |       |          |
| 1948  | Non qualifiée | 1980 | Non qualifiée | 2012         | Non qualifiée |       |          |
| 1952  | Non qualifiée | 1984 | Non qualifiée | 2016         | Non qualifiée |       |          |
| 1956  | Non qualifiée | 1988 | Non qualifiée | 2020         | Non qualifiée |       |          |
| 1960  | Non qualifiée | 1992 | Non qualifiée | 2024         | Non qualifiée |       |          |
| 1964  | Non qualifiée | 1996 | Non qualifiée | 2028         | -             |       |          |
| 1968  | Non qualifiée | 2000 | Non qualifiée | 2032         | -             |       |          |
| 1972  | Non qualifiée | 2004 | Non qualifiée | Pays inconnu | -             |       |          |

#### Coupe du monde
| Année | Position      |      | Année         | Position |               | Année | Position |
| 1950  | Non qualifiée | 1978 | Non qualifiée | 2006     | Non qualifiée |       |          |
| 1954  | Non qualifiée | 1982 | 7e            | 2010     | Non qualifiée |       |          |
| 1959  | Non qualifiée | 1986 | Non qualifiée | 2014     | Non qualifiée |       |          |
| 1963  | Non qualifiée | 1990 | Non qualifiée | 2019     | Non qualifiée |       |          |
| 1967  | Non qualifiée | 1994 | Non qualifiée | 2023     | Non qualifiée |       |          |
| 1970  | Non qualifiée | 1998 | Non qualifiée | 2027     | -             |       |          |
| 1974  | Non qualifiée | 2002 | Non qualifiée | 2031     | -             |       |          |

## Parcours en Championnat des Amériques
- 1980 : -
- 1984 : -
- 1988 : -
- 1989 : -
- 1992 : -
- 1993 : -
- 1995 : -
- 1997 : -
- 1999 : -
- 2001 : -
- 2003 : -
- 2005 : -
- 2007 : -
- 2009 : -
- 2011 : -
- 2013 : -
- 2015 : -
- 2017 : 11e

## Parcours en Championnat d'Amérique du Sud
- 1930 : -
- 1932 : -
- 1934 : -
- 1935 : -
- 1937 : -
- 1938 : -
- 1939 : -
- 1940 : -
- 1941 : -
- 1942 : -
- 1943 : -
- 1945 : 6e
- 1947 : -
- 1949 : -
- 1953 : 7e
- 1955 : 8e
- 1958 : 6e
- 1960 : 6e
- 1961 : -
- 1963 : 8e
- 1966 : 7e
- 1968 : 7e
- 1969 : 6e
- 1971 : 5e
- 1973 : 6e
- 1976 : 5e
- 1977 : 7e
- 1979 : -
- 1981 : -
- 1983 : 6e
- 1985 : 5e
- 1987 : -
- 1989 : 7e
- 1991 : 5e
- 1993 : -
- 1995 : -
- 1997 : 5e
- 1999 : 9e
- 2001 : 7e
- 2003 : 6e
- 2004 : -
- 2006 : 5e
- 2008 : 5e
- 2010 : 6e
- 2012 : 7e
- 2014 : -
- 2016 : 5e

## Joueurs marquants
- Luis Murillo
- Guido Musquera
- Stalin Ortiz
- Edgar Moreno
- Norbey Aragon
- Juan Palacios